# Авиационная группа особого назначения
Авиационная группа особого назначения (АГОН) — подразделение военно-транспортной авиации ВВС РККА, которое в 1944 году для оказания помощи Народно-освободительной армии Югославии осуществляло полёты с аэродрома на юге Италии.
В конце апреля 1944 года между советскими военными и военными США и Великобритании было достигнуто согласие по вопросу о базировании в оккупированной американскими и британскими войсками части Италии советского авиационного подразделения для помощи Народно-освободительной армии Югославии. 17 июня 1944 года Государственный комитет обороны принял соответствующее постановление. Авиабазу было решено разместить в Палезе, в 8 км от города Бари, где размещалась военно-воздушная база союзников.
Личный состав авиационной группы особого назначения был набран из лучших лётчиков советского гражданского воздушного флота. В июле 1944 года 10 советских транспортных самолётов Си-47 прибыли в Италию по маршруту Москва — Баку — Тегеран — Багдад (Хаббания) — Каир — Ла-Валетта — Палезе. Ещё раньше, в феврале и мае 1944 года, с советской военной миссией в верховный штаб Народно-освободительной армии Югославии и советской экспертной комиссией в Италию прибыли ещё два советских транспортных самолёта. 12 советских истребителей сопровождения Як-9 прибыли в Италию в августе 1944 года по маршруту Москва — Бельцы — Палезе, пролетев половину пути над территорией противника.
Командиром авиагруппы был полковник В. Щелкунов, транспортной эскадрильей командовал майор П. Еромасов, истребительной эскадрильей командовал майор И. Овчаренко. Авиагруппа подчинялась начальнику советской военной миссии в Югославии генерал-лейтенанту Н. Корнееву.
Авиагруппа осуществляла полёты ночью в партизанские районы Югославии со сбросом груза на парашютах, полёты со сбросом грузов без парашюта с высоты не более 400 метров, полёты ночью с грузом и людьми с посадкой на полевых площадках в расположении частей НОАЮ с вывозом оттуда раненых. Также осуществлялись полеты днем на сброс, а чаще с посадкой под прикрытием истребителей. За полгода боевой работы группа полковника Щелкунова доставила на партизанские аэродромы свыше 1000 тонн вооружения, боеприпасов и иных грузов, вывезла в госпитали союзников в Италию свыше 1600 тяжелораненых партизан. Все операции удалось осуществить без потерь техники и людей.
После освобождения Белграда авиагруппа в декабре 1944 года передислоцировались на аэродром Земун около Белграда. Истребительная эскадрилья вышла из состава авиагруппы, а транспортная эскадрилья продолжала работать до конца войны.